# Robin Hood (Walibi Holland)
Pour les articles homonymes, voir Robin Hood.
Robin Hood  sont des montagnes russes en bois du parc Walibi Holland, situé à Biddinghuizen aux Pays-Bas.

## Informations
Robin Hood a été conçu par la société Stand Company et construit par la société néerlandaise Vekoma. C'est un des trois seuls parcours de montagnes russes en bois construits par Vekoma. Les deux autres sont le Loup Garou à Walibi Belgium et ThunderCoaster à TusenFryd. Robin Hood a deux trains de quatre wagons. Les passagers sont placés à deux sur trois rangs pour un total de vingt-quatre passagers par train.
L'attraction a été fermée en octobre 2018 pour un « retracking » par l'entreprise Rocky Mountain Construction. Ces nouvelles montagnes russes ont ouvert le 1er juillet 2019 et s'appellent Untamed.